# هنادی اسکیدان
هنادی اسکیدان (اوکراینی: Геннадій Вікторович Скідан؛ زادهٔ ۲۴ ژوئیهٔ ۱۹۷۳) بازیکن فوتبال اهل اوکراین است.
از باشگاه‌هایی که در آن بازی کرده‌است می‌توان به باشگاه فوتبال کریفباس کریفیی ریه، باشگاه فوتبال تاوریا سیمفروپول، باشگاه فوتبال اسپارتاک ایوانو-فرانکیفسک، و باشگاه فوتبال کارپاتی لویو اشاره کرد.